# Статистика у психологији
Статистика је област математике која се бави сакупљањем, анализом, интерпретацијом, објашњавањем и презентацијом података. Она се примењује у широком спектру академских дисциплина, од физике до економије и социологије, као и у психологији. Статистика је грана научног метода која се бави подацима добијеним пребројавањем или мерењем својстава популација природних појава. У овој дефиницији, природне појаве укључују сва дешавања спољашњег света, било да су она људска или не.
Методологија психолошких истраживања и статистика су уско повезане. Ако су поступци организовања и спровођења истраживања лоше одрађени, чак ни софистицирана статистичка анализа нема смисла. Анализа података има смисла само ако су подаци правилно прикупљени.

## Важност статистике за психологију
Статистика омогућава психолозима да:
- Организују податке. Статистика омогућава психолозима да на лакши начин презентују податке. Визуелни прикази попут графикона, расподеле фреквенција помажу истраживачима да добију бољи преглед података и да потраже обрасце које би иначе могли пропустити.
- Опишу податке. Користећи статистику, психолози могу прецизно да опишу информације које су прикупљене на начин који је лак за разумевање. Дескриптивне статистике представљају начин да резимирају оно што већ постоји у одређеној популацији.
- Изводе закључке на основу података. Користећи оно што је познато као инференцијална статистика, истраживачи могу закључити ствари о датом узорку или популацији. Психолози користе податке које су сакупљали да тестирају хипотезу или претпоставку о томе шта предвиђају. Користећи ову врсту статистичке анализе, истраживачи могу утврдити вероватноћу да ли би хипотезу требало прихватити или одбити.[5]

## Основне операције

### Конјукција
Конјукција (знак {\displaystyle \land }или "и") је једна од бинарних логичких операција чији је резултат „тачно“ само ако су оба операнда тачна, а у свим другим случајевима резултат је „нетачно“. На пример, за зрелу особу је могуће употребити стихове из песме "бити исти, бити посебан, бити само свој". Да би се нека особа сматрала зрелом, потребно је испунити сва три услова. Први део исказа ("бити исти") се може означити као "p", други као "q" и трећи као "z". Онда би се краће записао као:
p{\displaystyle \land }q{\displaystyle \land }z
Логичка конјукција подразумева исказ p∧q који је истинит, ако су оба исказа, односно и "p" и "q" истинити.

### Дисјункција
Дисјункција (знак V или "или") јесте једна од бинарних логичких операција. На пример, исказ А или Б вратиће да је израз тачан ако А има вредност тачно, ако Б има вредност тачно или ако и А и Б имају вредности тачно. Могу звучати искључиво, али сама дисјункција не искључује обе могућности.
Логичка дисјункција подразумева да је искази "р" или "q" истинит, уколико су оба исказа истинита, или ако је један од њих истинит. Дисјункцијом се дефинише израз као тачан ако је само један од његових услова тачан.

### Негација
Негација (знак ¬, "не") јесте логичка операција која показује да је исказ тачан уколико његов услов није испуњен. На пример, сматрамо да особа која влада моралним принципима није прекршила моралне норме.

## Секундарне операције
Импликација (⇒, "ако") јесте логичка операција која представља да је исказ истинит ако су оба исказа истинита, или оба неистинита, или ако је "р" неистинит, а "q" истинит. Импликација показује да:
- уколико се десио први услов, десиће се и други
- уколико се није десио први, може бити да се не деси ни други
- уколико се није десио први услов, може бити да се деси и други

Импликација не показује да:
- уколико се десио други, десиће се и први, пошто проблеми могу да се јаве из других разлога

Еквиваленција (⇔, "акко") јесте логичка операција која говори да је исказ истинит ако су оба исказа истинита, или ако су оба исказа неистинита.

## Квантификатори
| Име                           | Ознака     | Изговор                | Пример                    |
| ----------------------------- | ---------- | ---------------------- | ------------------------- |
| Егзистенцијални квантификатор | Ознака "∃" | Чита се као "постоји"  | ∃х - постоји х            |
| Универзални квантификатор     | Ознака "∀" | Чита се као "за свако" | ∀х - за свако х; за све х |

Ознака | означава услов и чита се "ако" и "под условом". На пример, исказ р|q се чита као р ако q или  р под условом q.